# فيسيولويي (كراسنودار)
فيسيولويي (بالروسية: Весёлое) هي قرية في مقاطعة كراسنودار كراي في روسيا.
يبلغ عدد سكانها حوالي 4110 نسمة.